# Polyptychus poliades
Polyptychus poliades är en fjärilsart som beskrevs av Rothschild och Jordan 1906. Polyptychus poliades ingår i släktet Polyptychus och familjen svärmare. Inga underarter finns listade i Catalogue of Life.